# Seznam eritrejskih pevcev
Seznam eritrejskih pevcev.

## A
- Abraham Afewerki  (1966-2006)

## B
- Helen Berhane

## F
- Dehab Fajtinga

## H
- Abeba Haile

## M
- Helen Meles

## S
- Lara Saint Paul

## Y
- Yemane Baria